# Дебре-Бирхан
Дебре-Бирхан (амх. ደብረ ብርሃን) — місто в Ефіопії, у регіоні Амхара.

## Географія
Розташовано за 120 кілометрів на північний схід від Аддис-Абеби, на шосе, що поєднує столицю з містом Дессе. Лежить на висоті 2805 метрів над рівнем моря.

### Клімат
Місто знаходиться у зоні, котра характеризується океанічним кліматом субтропічних нагір'їв. Найтепліший місяць — травень із середньою температурою 16.9 °C (62.4 °F). Найхолодніший місяць — грудень, із середньою температурою 12.7 °С (54.9 °F).
| Клімат Дебре-Бирхана    | Клімат Дебре-Бирхана | Клімат Дебре-Бирхана | Клімат Дебре-Бирхана | Клімат Дебре-Бирхана | Клімат Дебре-Бирхана | Клімат Дебре-Бирхана | Клімат Дебре-Бирхана | Клімат Дебре-Бирхана | Клімат Дебре-Бирхана | Клімат Дебре-Бирхана | Клімат Дебре-Бирхана | Клімат Дебре-Бирхана | Клімат Дебре-Бирхана |
| Показник                | Січ.                 | Лют.                 | Бер.                 | Квіт.                | Трав.                | Черв.                | Лип.                 | Серп.                | Вер.                 | Жовт.                | Лист.                | Груд.                | Рік                  |
| Середня температура, °C | 13,5                 | 14,8                 | 15,9                 | 16,3                 | 16,9                 | 16,9                 | 15,6                 | 15,2                 | 15                   | 14                   | 13                   | 12,7                 | 15                   |
| Норма опадів, мм        | 27.3                 | 47.9                 | 78.4                 | 106.9                | 89.9                 | 83.5                 | 262.6                | 279.8                | 158.9                | 47.9                 | 20.7                 | 14.2                 | 1218                 |
| Днів з опадами          | 3,5                  | 4,3                  | 5,8                  | 9,1                  | 10,6                 | 11,4                 | 10,4                 | 12,8                 | 10,5                 | 6,9                  | 4,2                  | 3,1                  | 92,6                 |
| Вологість повітря, %    | 50.4                 | 50.1                 | 52.2                 | 59.4                 | 65                   | 63.3                 | 68                   | 69.1                 | 64.7                 | 66.6                 | 63.4                 | 57.8                 | 60.8                 |
| ----------------------- | -------------------- | -------------------- | -------------------- | -------------------- | -------------------- | -------------------- | -------------------- | -------------------- | -------------------- | -------------------- | -------------------- | -------------------- | -------------------- |
| Джерело: Weatherbase    |                      |                      |                      |                      |                      |                      |                      |                      |                      |                      |                      |                      |                      |

## Історія
Місто було однією з перших столиць Ефіопії. Дебре-Бирхан було засновано у середині XV століття імператором Зара Якобом, який побачив над тим місцем «небесне світло», що його ефіопський властитель прийняв за божий знак, явлений після страти (побивання каменями) 38 єретиків. На місці дива, яке вчені пов'язують з кометою Галлея (1456), Зара Якоб наказав збудувати дві церкви й палацовий комплекс, у якому й жив до своєї смерті.
Далі, до самого початку XIX століття, Дебре-Бирхан не відігравав суттєвої ролі у житті Ефіопії, поки негус провінції Шоа Акфа Васан (1775—1808) не зробив його своєю резиденцією. Син останнього, Хайле Селассієе, відновив місто після руйнувань, завданих йому під час нападів племен оромо та збудував у ньому церкву Святої Трійці.

## Демографія
За даними Центрального статистичного агентства Ефіопії 2007 року населення міста становило 65 231 особу, з них 31 668 чоловіків і 33 563 жінок. 94,12 % населення були прибічниками Ефіопської православної церкви; 3,32 % — мусульмани та 2,15 % — протестанти.
За даними перепису 1994 року кількість населення налічувала 38 717 осіб, з них 17 918 чоловіків і 20 799 жінок. Основні етнічні групи: амхара (90,12 %); оромо (3,94 %); тиграї (1,81 %); гураге (1,6 %) й аргобба (1,2 %), інші етнічні групи складали 1,33 %. 93,81 % населення вважали рідною мовою амхарську; 3,04 % — оромо і 1,5 % — тигринья; 1,65 % населення назвали інші мови як рідні. 94,59 % населення були прибічниками Ефіопської православної церкви; 4,05 % — мусульмани; 1,02 % — протестанти.